# Denkmal für die Helden des Volkes

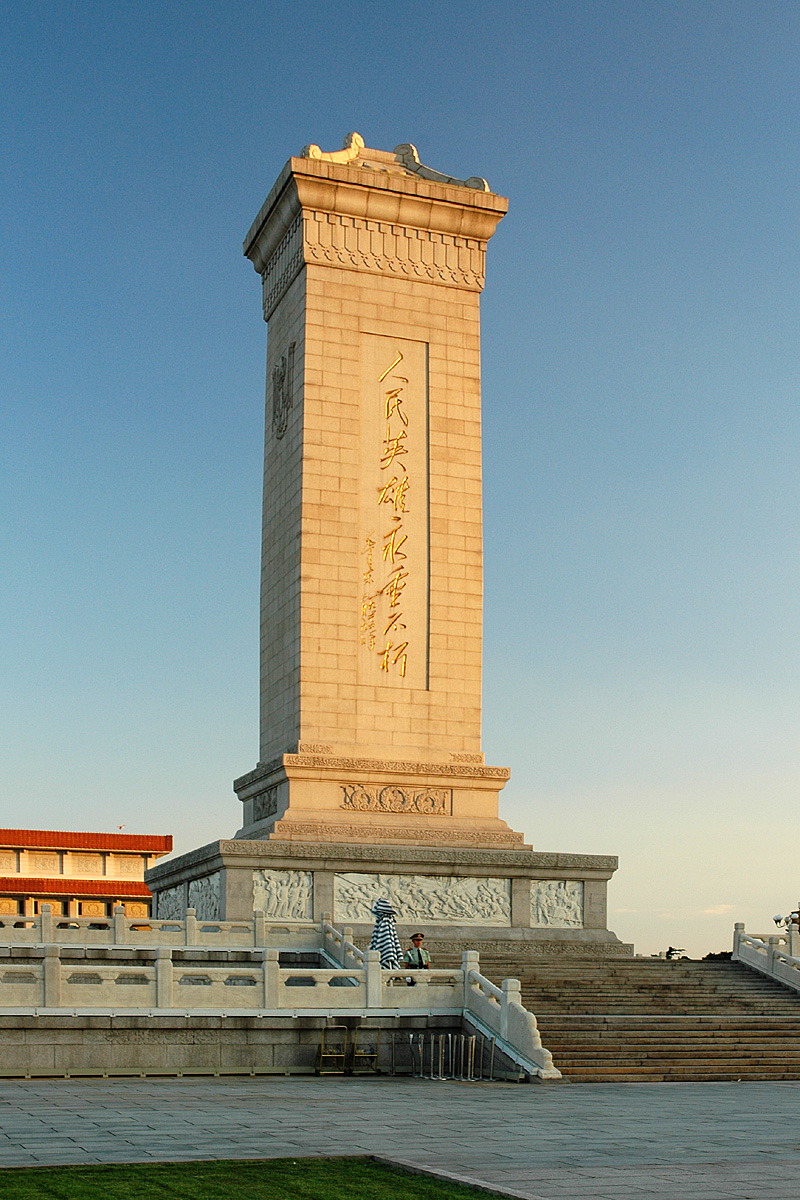
Denkmal für die Helden des Volkes

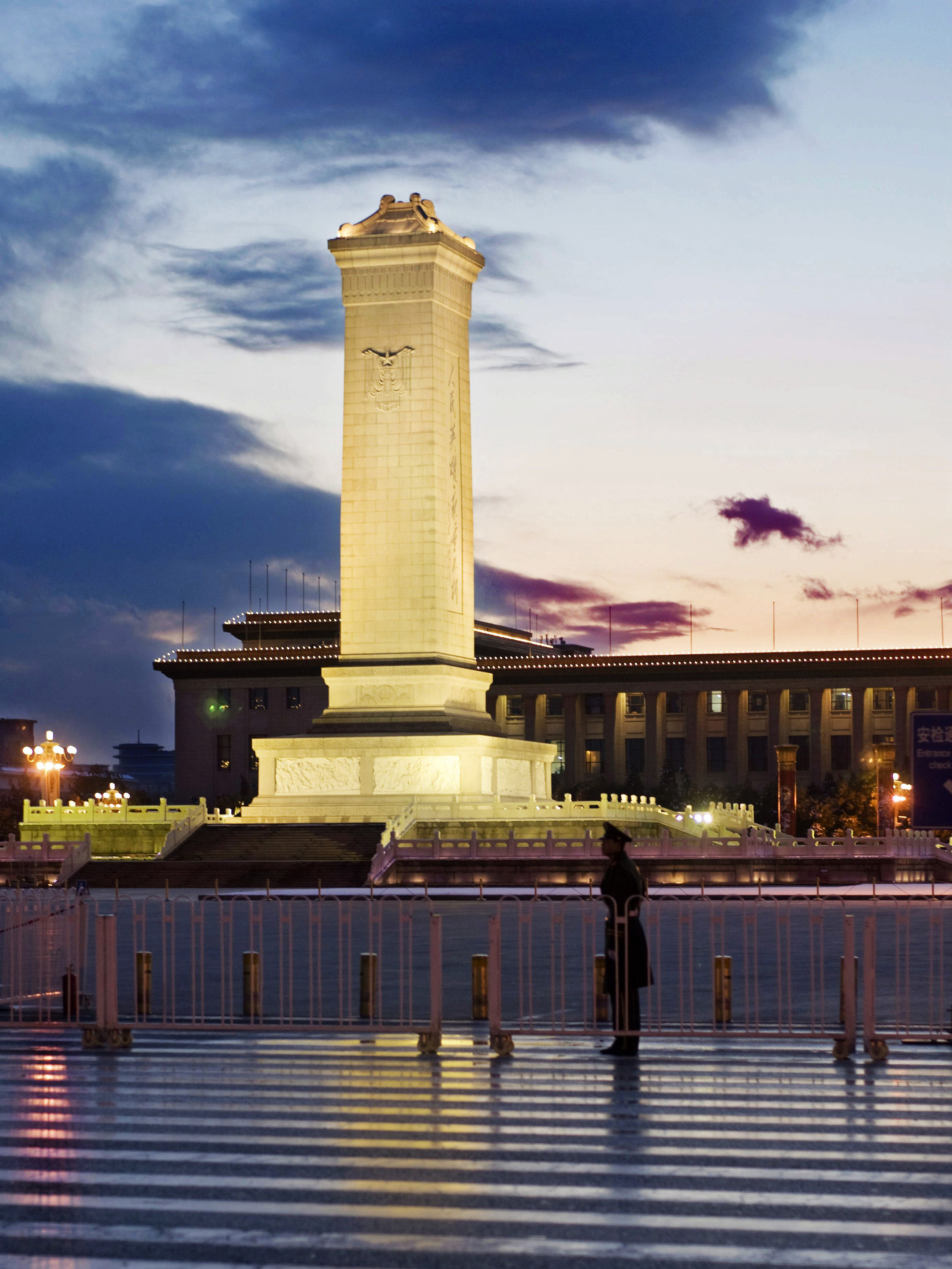
Das Denkmal neben der Großen Halle des Volkes.

Das Denkmal für die Helden des Volkes (chinesisch 人民英雄纪念碑, Pinyin Rénmín Yīngxíong Jĭnìanbēi) in Peking ist das Nationaldenkmal der Volksrepublik China. Es befindet sich am Tian’anmen-Platz (Platz am Tor des Himmlischen Friedens) und wurde von dem chinesischen Architekten Liang Sicheng und seiner Frau Lin Huiyin erbaut.
Das Monument wurde erbaut in Erinnerung an die Menschen, die in den revolutionären Kämpfen des 19. und 20. Jahrhunderts in China gestorben sind. Geplant wurde es mit der Resolution auf der ersten Plenarsitzung der Politischen Konsultativkonferenz des chinesischen Volkes am 30. November 1949.

## Beschreibung
Das Monument ist nach unterschiedlichen Quellen zwischen 36,88 Meter und 38,1 Meter hoch und nimmt eine Fläche von rund 3.000 Quadratmeter ein. Es wurde erbaut von August 1952 bis zum Mai 1958 und steht nördlich des Mausoleum des Mao Zedong am südlichen Rand des Tian'anmen-Platzes. Es wiegt über 10.000 Tonnen und besteht aus etwa 17.000 Marmor- und Granitblöcken, die aus Qingdao in der Provinz Shandong und dem Bezirk Fangshan außerhalb Pekings stammen. Bekrönt ist es über einem Kranzgesims mit einem geschwungenen Dach aus Stein.
Am Sockel des Monuments befinden sich acht große Reliefs, die aus weißen Marmorplatten gehauen wurden und Episoden vom Ersten Opiumkrieg 1839 bis zur Überquerung des Jangtse 1949 darstellen. Diese sind im Uhrzeigersinn chronologisch angeordnet:
1. Brennendes Opium zu Beginn des Ersten Opiumkriegs 1839
2. Der Jintian-Aufstand zu Beginn der Taiping-Bewegung 1851
3. Der Wuchang-Aufstand zu Beginn der Revolution von 1911 (Xinhai-Revolution)
4. Die Bewegung des vierten Mai 1919
5. Die Bewegung des 30. Mai 1925
6. Der Nanchang-Aufstand 1927
7. Widerstandsbewegung während des Zweiten Japanisch-Chinesischen Krieges 1931 bis 1945
8. Überquerung des Jangtse 1949

Auf der Vorderseite des Denkmals befindet sich zudem eine Handschrift Mao Zedongs mit den Worten „Ewiger Ruhm den Helden des Volkes!“ Der Text auf der Rückseite wurde von Mao Zedong formuliert und von Zhou Enlai geschrieben.